# سوزی ایمی
سوزی ایمی (انگلیسی: Susie Amy؛ زادهٔ ۱۷ آوریل ۱۹۸۱) هنرپیشه و مدل اهل بریتانیا است. از فیلم‌هایی که وی در آن نقش داشته است، می‌توان به مودیلیانی، بانوی تفنگدار و قاتلان خون‌آشام‌های لزبین اشاره کرد.